# 田畑智佳子
田畑 智佳子（たばた ちかこ、1977年7月27日 - ）は、ニチエンプロダクション所属の女性フリーアナウンサーである。 NHK京都放送局キャスターを経て、2007年からフリーアナウンサーとして活動。2015年3月までの長期にわたり、TOKYO MXの専属アナウンサーだった。
京都府出身、身長173cm、血液型O型、京都産業大学経済学部卒業。趣味は旅行を中心に観光地巡りと写真。ニュース時事能力検定2級を持っている。

## 担当番組
MXテレビ
- TOKYO MX NEWS

NHK京都時代
- ニュース610京いちにち
- もっともっと関西リポーター

その他
- ラジオ日本ニュースキャスター
- ハマランチョ（テレビ神奈川）ほか